# لیگ برتر والیبال زنان ایران ۱۴۰۰
لیگ برتر والیبال زنان ایران ۱۴۰۰ بیست و یکمین دوره از لیگ برتر والیبال زنان ایران بود که در ۱۳ آبان آغاز شد و در ۲۸ بهمن به پایان رسید.
این مسابقات با حضور ۱۰ تیم و در دو مرحله برگزار شد. در پایان تیم باریج اسانس کاشان قهرمان شد. این اولین قهرمانی این تیم در مسابقات لیگ برتر والیبال زنان بود. این تیم در بازی فینال سایپا تهران را شکست داد و در بازی رده بندی تیم ذوب‌آهن اصفهان نیز تیم پیکان را شکست داد.

## تیم‌های حاضر
جوانان زرتشتی یزد، سایپا، ذوب‌آهن اصفهان، پیکان، ستارگان فارس، مس رفسنجان، مهرسان، باریج اسانس کاشان، ریف اصفهان و هیات والیبال ورامین، ده تیم حاضر در این مسابقات بودند.

## برگزاری بازی‌ها

### مرحله مقدماتی
مرحله مقدماتی لیگ به صورت رفت و برگشت و یک هفته روزهای پنج‌شنبه و یک هفته روزهای دوشنبه و پنج‎شنبه برگزار می‌‎شود.
مرحله مقدماتی بازی‌ها در یک گروه برگزار شد.
| رتبه | تیم               | بازی | برد | نسبت ست | امتیاز |
| ---- | ----------------- | ---- | --- | ------- | ------ |
| ۱    | سایپا تهران       | ۱۸   | ۱۷  | ۷.۴۲    | ۵۰     |
| ۲    | ذوب‌آهن اصفهان     | ۱۸   | ۱۶  | ۴.۸۰    | ۴۷     |
| ۳    | باریج اسانس کاشان | ۱۸   | ۱۵  | ۴.۵۴    | ۴۷     |
| ۴    | پیکان تهران       | ۱۸   | ۱۲  | ۱.۸۰    | ۳۶     |
| ۵    | مس رفسنجان        | ۱۸   | ۸   | ۰.۹۶    | ۲۵     |
| ۶‍‍‍‍‍‍‍‍‍‍‍‍‍‍‍‍‍‍‍‍‍    | مهرسان            | ۱۸   | ۸   | ۰.۶۹    | ۲۳     |
| ۷    | ستارگان فارس      | ۱۸   | ۶   | ۰.۵۳‬    | ۱۸     |
| ۸    | ریف اصفهان        | ۱۸   | ۵   | ۰.۴۲    | ۱۵     |
| ۹    | جوانان زرتشتی یزد | ۱۸   | ۲   | ۰.۳۱‬    | ۹      |
| ۱۰   | شهرداری ورامین    | ۱۸   | -   | ۰.۰۵‬    | -      |

### مرحله نهایی
۴ تیم برتر سایپا، ذوب‌آهن، باریج اسانس و پیکان در مرحله نهایی شرکت کردند. تمام دیدارهای این مرحله در فاصله شنبه ۲۳ام تا پنجشنبه ۲۸ام بهمن در تهران برگزار شد. در این مرحله تیم سایپا در ۲ بازی رفت و برگشت با نتایج ۳-۰ تیم پیکان را شکست داد و به فینال رسید. تیم باریج اسانس نیز با دو پیروزی ۳-۱ و ۳-۰ و یک شکست ۳-۰ مقابل ذوب آهن اصفهان به فینال رسید.
در دیدار رده بندی تیم ذوب آهن ۳-۱ پیکان را شکست داد و در دیدار نهایی تیم باریج اسانس کاشان ۳-۱ سایپای تهران را شکست داد و به پیروزی رسید.

## قهرمان
در جدول رده‌بندی نهایی باریج اسانس کاشان، سایپای تهران و ذوب آهن به ترتیب اول تا سوم شدند.
| جدول نهایی لیگ برتر والیبال زنان ایران ۱۴۰۰ | جدول نهایی لیگ برتر والیبال زنان ایران ۱۴۰۰ | جدول نهایی لیگ برتر والیبال زنان ایران ۱۴۰۰  |
| رتبه                                        | تیم                                         | امتیاز                                       |
| ------------------------------------------- | ------------------------------------------- | -------------------------------------------- |
| ۱                                           | باریج اسانس کاشان                           | صعود به مسابقات قهرمانی باشگاه های زنان آسیا |
| ۲                                           | سایپا تهران                                 |                                              |
| ۳                                           | ذوب‌آهن اصفهان                               |                                              |
| ۴                                           | پیکان تهران                                 |                                              |

## آمار و رکوردها

### برترین بازیکنان
در پایان این مسابقات بهترین بازیکنان در پست‌های مختلف معرفی شدند:
ارزشمندترین بازیکن: مهسا کدخدا از تیم باریج اسانس کاشان
بهترین مدافعان: پوران زارع و هانیه محتشمی‌پور از سایپا
بهترین مهاجمان: منا آشفته از باریج اسانس کاشان و مهسا صابری از سایپا
بهترین لیبرو: زهرا بخشی از تیم پیکان تهران
بهترین پاسور: فرانک بابلیان از ذوب‌آهن اصفهان
بهترین قطر پاسور: آتیک سلامت از باریج اسانس کاشان

## اعضای تیم‌های برتر
اسامی بازیکنان و کادر فنی ۳ تیم برتر مسابقات عبارت است از:
تیم قهرمان باریج اسانس کاشان: آیتک سلامت، سمانه سیاوشی، اسرا افتخاری، سارا نظری، فاطمه بیگدلی، مونا آشفته، زویا خالقی، زهرا کریمی، هاله متقیان، مهسا کدخدا، زهرا صالحی، الهام فلاح، فرناز ساعی، مریم حبیبی، آیلار سعیدی، مهدیه رحیمی زارع، فاطمه شعبان خمسه (سرمربی)، نیلوفر حجتی (مربی)، فهیمه محلوجی (بدنساز)، ستنا آصفی (آنالیزور)، عالیه مهیاری (مدیر تیم)
تیم نایب قهرمان سایپا تهران: مهدیه خواجه کلایی، هانیه محتشمی‌پور، ریحانه داورپناه، نجمه عابدیان، نیلا شاهمرادی، شبنم علی خانی، سحر جباری، مهسا صابری، زهرا باقری، ستایش جبلی، غزاله نجاتی، هدیه نعمتی نیک، نگار کیانی، پوران زارع، ستایش هادی، غزاله نوروزی، مژگان غلامی، زینب گیوه، مریم هاشمی (سرمربی) شهرزاد ریاضی (مربی) مریم مطلبی (بدنساز) مژگان عسکری (تدارکات) ندا اسدی (ماساژور) لیلا داوودآبادی (مدیر تیم)
تیم سوم ذوب‌آهن اصفهان: فرانک بابلیان، اسما سعیدی، آیلین مهراد، فرزانه مرادیان، محدثه مشتاقی، تهمینه درگذنی، زهرا شیری، بهار بهرامی نیا، ندا چملانیان، مهسا پهلوانی، مینا بختیار، فاطمه عنایت، هلیا پرهامی، نیلوفر یمینی سلطان، فاطمه خلیلی چرمهینی، فرزانه زارعی، مائده اسکندری، الهه پورصالح، زهرا قنواتی، فریبا صادقی (سرمربی) صفورا گل افشان (مربی) ملوک شریف زاده (مربی) الهام دهقان (بدنساز) مرضیه نوروزی (آنالیزور) مرضیه فتحی (تدارکات) محبوبه لطفی (مدیر تیم)